# Maktaris
Maktaris (en llatí Mactaris) és un jaciment arqueològic de Tunísia, a la governació de Siliana, a la delegació de Makthar. Està situat uns 3 km al sud-est de l'actual ciutat de Makthar, en un altiplà de 800 metres.
Fou una fortalesa númida que controlava la zona agrícola de la plana contra les incursions del nòmades. El 146 aC s'hi van refugiar molts cartaginesos fugint dels romans. Al segle següent la ciutat va créixer sota els romans que hi van fer diverses edificacions i va arribar a ocupar unes 10 hectàrees. Fou reconeguda com a ciutat lliure i al segle ii (vers 176 a 180) Marc Aureli li va donar el títol de colònia. Va romandre prospera fins a la invasió dels vàndals a la primera meitat del segle v. Els romans d'Orient i els àrabs van utilitzar les pedres de la ciutat per construir fortificacions. Fou destruïda totalment pels Banu Hilal a mitjan segle xi.
Un petit museu arqueològic recull les troballes més interessants, amb restes púniques, esteles, restes arquitectòniques púniques i romanes, mosaics, estàtues i busts, tombes cristianes i altres.
Els llocs més importants són: l'arc triomfal a l'entrada; el fòrum, del que resta només el terra, dominat per l'arc de Trajà construït el 116 en honor d'aquest emperador; a la seva rodalia una font, un fort romà d'Orient i una basílica de tres naus de l'època dels vàndals (segle v, coneguda per Basílica d'Hildegunda) amb tombes romanes d'Orient (segle vi); un tofet (àrea de sacrifici dels infants) amb 85 esteles, fou portat al Museu del Bardo. No lluny del fòrum hi ha restes del teatre i l'amfiteatre. Al sud del fòrum i ha l'anomenada Schola Juvenes, construïda l'any 88, que era la seu de l'organització paramilitar dels joves nobles de la ciutat encarregada de mantenir l'ordre i recaptar impostos en espècia que s'emmagatzemaven a l'edifici annex a la Schola; un altre annex el formaven els banys i les sales de jocs. Al sud hi ha les Gran Termes o termes orientals que són les termes millors conservades de l'Àfrica romana; foren construïdes a finals del segle ii, i tenen uns impressionants murs de fins a 12 metres, però les voltes s'han ensorrat; al frigidarium, molt malmès, hi ha uns bons mosaics. El temple de Hathor Miskar, d'origen púnic, fou construït al segle i aC i reconstruït al segle ii, i és famós perquè té la inscripció en llengua púnica més llarga que es coneix (47 línies en 10 columnes). Calçades i altres elements menors completen el conjunt.